# Etelis oculatus
Etelis oculatus är en fiskart som först beskrevs av Achille Valenciennes 1828.  Etelis oculatus ingår i släktet Etelis och familjen Lutjanidae. Inga underarter finns listade i Catalogue of Life.